# 南阿蘇鉄道高森線
高森線（たかもりせん）は、熊本県阿蘇郡南阿蘇村の立野駅から熊本県阿蘇郡高森町の高森駅に至る南阿蘇鉄道の鉄道路線である。
旧国鉄特定地方交通線であった高森線を第三セクターに転換して開業した。立野を出て北の阿蘇五岳（中央火口丘）、南の外輪山に挟まれた南郷谷を白川に沿って東に進み終点の高森に至る。高森駅を除いた全駅が南阿蘇村に属している。

## 概要
起点の立野駅は阿蘇カルデラを囲む外輪山の切れ目にあり、九州旅客鉄道（JR九州）豊肥本線と接続している。スイッチバックがあることで知られているが、これは豊肥本線で阿蘇駅・宮地駅方面に進む場合に通るもので、高森線を行く場合は経由しない。
立野駅 - 長陽駅間にある立野橋梁は九州では珍しいトレッスル橋で、2010年（平成22年）7月に山陰本線の旧余部橋梁が供用を停止してからは日本最長 (136.8 m) の鉄道用トレッスル橋である。また同区間にある第一白川橋梁（高さ64.5 m）は、完成当時水面からの高さが日本一であった。現在でも、のちに建設された、高千穂橋梁、大井川鐵道関の沢橋梁に次ぐ高さである。1953年（昭和28年）6月26日の熊本大水害（6.26水害）時には、橋梁前後のトンネルにも水が押し寄せてきたという。第一白川橋梁では、以前高千穂橋梁で行っていたように、運転士が乗客に車窓を楽しませるため、乗客サービスの徐行運転をすることがある。
この路線には、2020年（令和2年）3月まで日本一長い駅名だった「南阿蘇水の生まれる里白水高原駅」がある。ほかにも温泉施設併設の新駅舎完成を機に「阿蘇下田駅」から駅名を変更した「阿蘇下田城ふれあい温泉駅」という長い駅名を持つ駅があったが、駅舎内の温泉施設が2016年の震災による施設被害で営業を断念し、2023年（令和5年）7月の全線営業再開時に駅名を「阿蘇下田城駅」に再度変更した。
かつては高千穂線とつながり九州中部を横断する予定だったこの路線も、南阿蘇の山々と田園風景の中を行くのんびりしたローカル線になっている。高森駅近くには、工事中の異常出水で工事を断念した高森トンネルが高森湧水トンネル公園として保存されている。

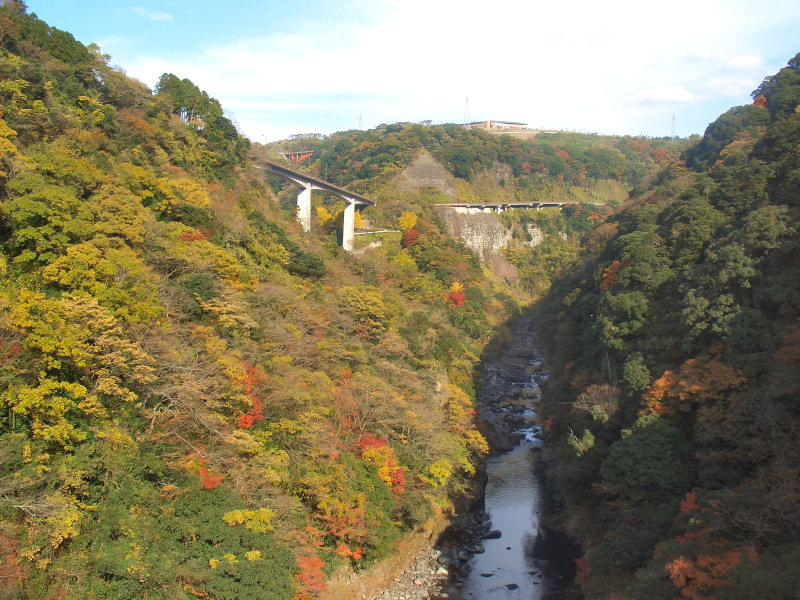
完成当時、高さ日本一であった第一白川橋梁からの眺め
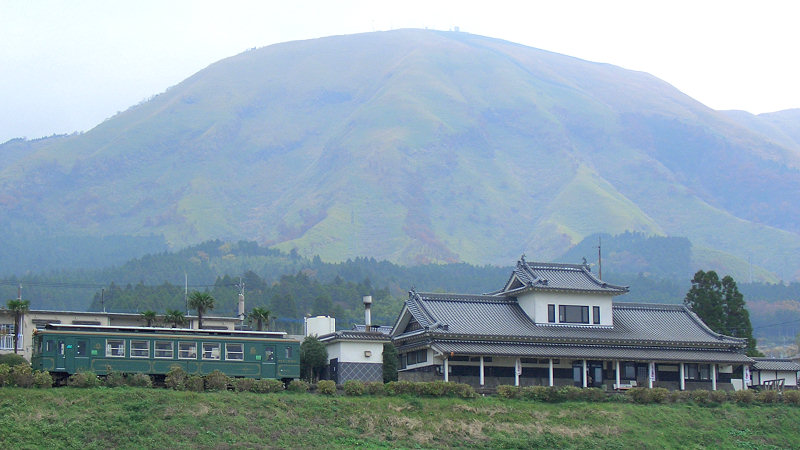
阿蘇下田城駅
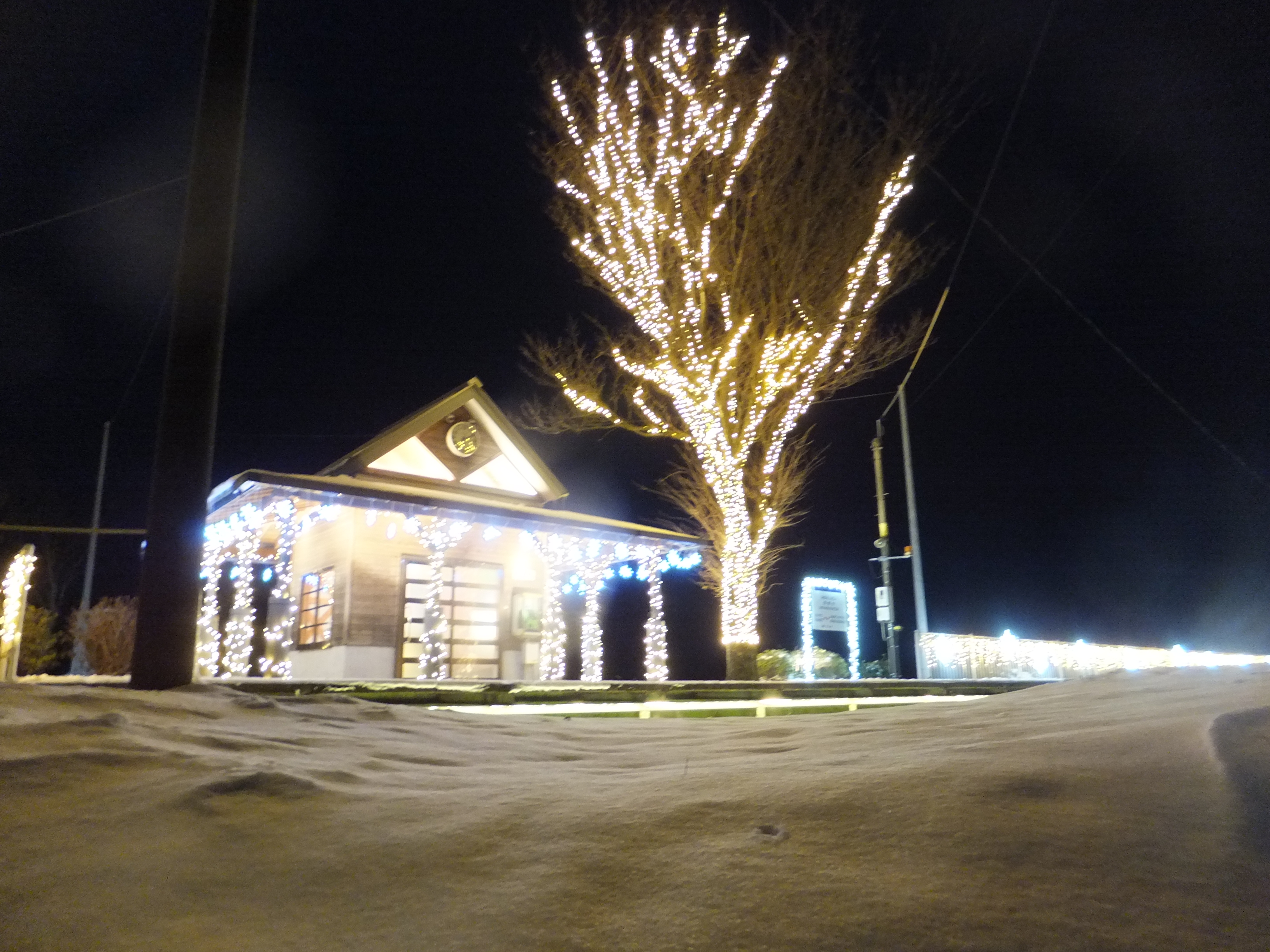
見晴台駅
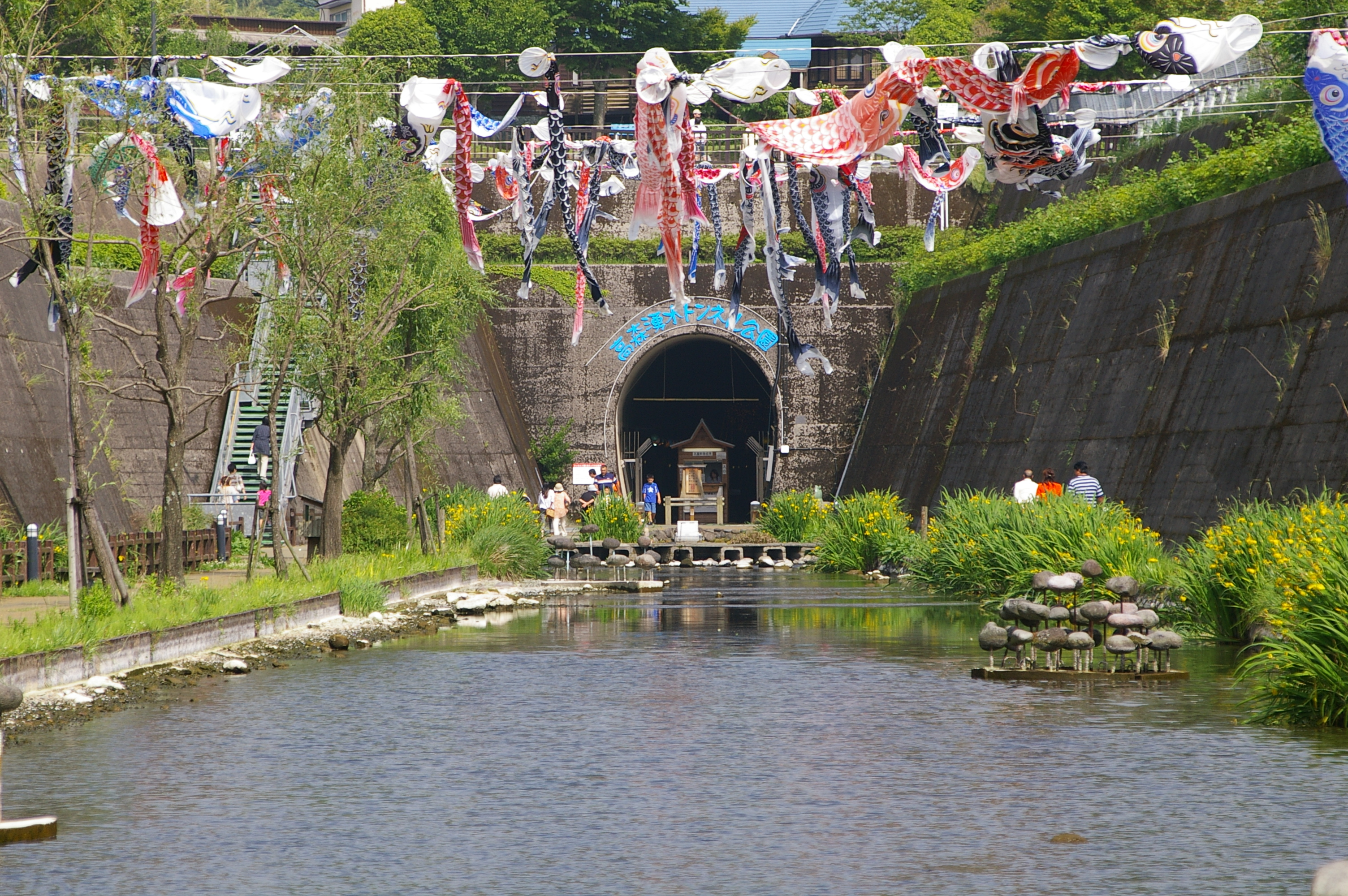
高森湧水公園（高森トンネル）

## 路線データ
- 管轄（事業種別）：南阿蘇鉄道（第二種鉄道事業者）、南阿蘇鉄道管理機構（第三種鉄道事業者）
- 路線距離（営業キロ）：17.7 km
- 軌間：1067 mm
- 駅数：10駅（起終点駅含む）
- 複線区間：なし（全線単線）
- 電化区間：なし（全線非電化）
- 閉塞方式：特殊自動閉塞式（電子符号照査式）
- 最高速度：65 km/h[2]
交換可能駅：1（中松駅）

## 歴史
豊肥本線の前身である宮地線の支線として開業した。改正鉄道敷設法で「熊本県高森ヨリ宮崎県三田井ヲ経テ延岡ニ至ル鉄道」として定められ、高森駅から三田井（高千穂）を経て延岡までの延伸が計画されていたが、宮崎県側の高千穂 - 延岡間が高千穂線（後の高千穂鉄道高千穂線）として開業したのにとどまり、高森 - 高千穂間の建設はトンネル掘削中の異常出水事故により中断、1980年（昭和55年）凍結された。完成していた一部のトンネルや高架橋は1998年（平成10年）までに解体された（高森 - 高千穂間の詳細は高千穂鉄道高千穂線「未開業区間」の項を参照）。
- 1928年（昭和3年）

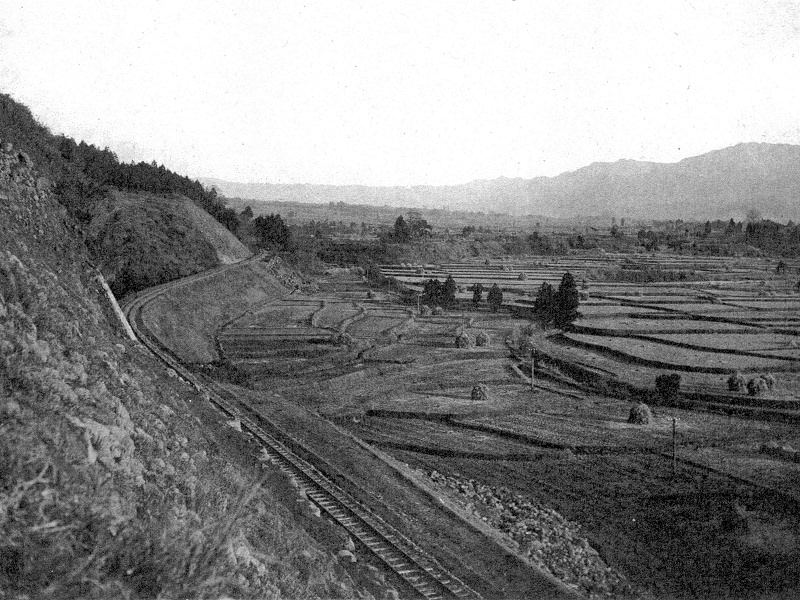
開業当時の沿線の様子

  - 2月12日：立野駅 - 高森駅間が宮地線として開業。長陽駅、阿蘇下田駅、中松駅、阿蘇白川駅、高森駅が開業。
  - 12月2日：豊肥本線の全通により立野駅 - 高森駅間を高森線として分離。
- 1981年（昭和56年）9月1日：第1次特定地方交通線として廃止承認。
- 1984年（昭和59年）
  - 2月1日：全線で貨物営業を廃止。
  - 11月17日：第三セクター鉄道への転換を決定。
- 1986年（昭和61年）
  - 4月1日：南阿蘇鉄道に転換[1]。
  - 11月1日：加勢駅・見晴台駅が開業[1]。
- 1992年（平成4年）4月1日：南阿蘇水の生まれる里白水高原駅が開業（当時は日本一長い駅名[注釈 1]）[4]。
- 1993年（平成5年）8月1日：阿蘇下田駅が阿蘇下田城ふれあい温泉駅に改称。
- 2012年（平成24年）3月17日：阿蘇白川駅 - 見晴台駅間に白川水源の最寄となる南阿蘇白川水源駅を開業[5][6]。
- 2016年（平成28年）
  - 4月14日：熊本地震の影響で、全線で運転を見合わせ[7]。
  - 4月16日：この日発生した熊本地震の本震で立野駅 - 長陽駅間のトンネル内壁にひび割れ、橋梁変状が確認されるなどの被害を受ける[7]。
  - 7月31日：中松駅 - 高森駅間で運転再開[8][9]。
- 2018年（平成30年）3月3日：熊本地震からの災害復旧工事（立野駅 - 長陽駅間、犀角山工区）着工。当該区間にある犀角山トンネルを開削して線路を復旧[10]。
- 2023年（令和5年）
  - 4月1日：上下分離方式に移行し、鉄道施設の譲渡を受けた一般社団法人南阿蘇鉄道管理機構が第三種鉄道事業者、旅客運送を行う南阿蘇鉄道が第二種鉄道事業者となる[11][12][注釈 2]。
  - 7月15日：立野駅 - 中松駅間で運転再開し全線運転再開[13][14]。一部列車が豊肥本線肥後大津駅まで直通運転開始[13][14]、同日に阿蘇下田城ふれあい温泉駅を阿蘇下田城駅に改称。

## 2016年熊本地震による被災
高森線は、2016年（平成28年）4月に発生した熊本地震で被害を受け、全線で不通となった。同年7月31日に中松駅 - 高森駅間が復旧し、運転を再開、立野駅 - 中松駅間は2023年（令和5年）7月に復旧し全線で運転を再開した。
熊本地震による不通区間については国土交通省の復旧調査によると、立野駅 - 長陽駅間の第一白川橋梁・犀角山トンネル・戸下トンネル・立野橋梁・崩壊箇所復旧および全線の軌道修復を中心として5年の期間と、65 - 70億円の予算が掛かる見込みとされた。
2019年（令和元年）11月に南阿蘇鉄道は、2022年度（令和4年度）中に不通区間の復旧工事を進めたうえで2023年（令和5年）夏に全線を復旧させる方針を示した。熊本県や沿線自治体で構成する「南阿蘇鉄道再生協議会」は、立野駅から高森線の列車のJR豊肥本線の肥後大津駅への乗り入れを目指すとした。熊本県の試算では、乗り入れに必要な事業費として、車両や信号機の改良、JR側のシステム改修など約4億2千万円が見込まれている。高森町と南阿蘇村の負担を軽減するため、熊本県は2022年度（令和4年度）一般会計当初予算案に乗り入れの経費支援として1億3300万円を計上した。熊本県の調査結果によると、立野駅での乗り換え解消によって移動時間が約7分短縮し、年間の乗客数が熊本地震前（2015年度に約25万7千人）と比べて、約6万8千人増えると見込まれている。JR九州もこの乗り入れ構想に協力する意向を示し、2021年（令和3年）10月、立野駅の構内改良工事の設計に着手した。乗り入れ開始時期は高森線の全線復旧と同時を想定しているが、両者で協議して正式決定するとした。熊本空港アクセス鉄道計画で肥後大津ルートが採用されたため、熊本空港から乗り換え1回で高森線沿線に行けるようになる見込みである。
2023年（令和5年）2月3日、同年7月15日に立野駅 - 中松駅間が運転再開し7年3か月ぶりに全線復旧することが発表された。また同時にJR豊肥本線の肥後大津駅まで午前中の2往復が乗り入れを開始することとなった。なお、当初は全線運転再開時に見晴台駅 - 高森駅間の高森湧水トンネル公園付近への新駅設置が検討されていたがが、最終的に見送られている。

## 運行形態
2025年（令和7年）3月15日からの運行形態は以下の通り。

### 普通列車
定期運行の普通列車は1日12往復で、下り1本は特定日に運転時刻が変更され、午前中の2往復が豊肥本線肥後大津駅まで直通する。全列車ワンマン運転で、MT-4000形が運用される。

### トロッコ列車「ゆうすげ号」
観光客向けとして、3月から11月までの土日祝日に（夏休みなどの多客期は毎日）トロッコ列車「ゆうすげ号」が2往復運行されている。2024年（令和6年）3月16日時点では、午前に運転される1往復（2・3号）は各駅に停車、午後に運転される1往復（4・5号）は、途中加勢駅・南阿蘇水の生まれる里白水高原駅・見晴台駅を通過する。DB16形ディーゼル機関車2両の間にトラ700形2両、TORA200形1両を組み入れた編成である。ただし、列車により気動車を併結して運行する場合がある。
全席指定席で、運賃のほかにトロッコ料金が必要となる。JR九州が発売している「旅名人の九州満喫きっぷ」では乗車できない。

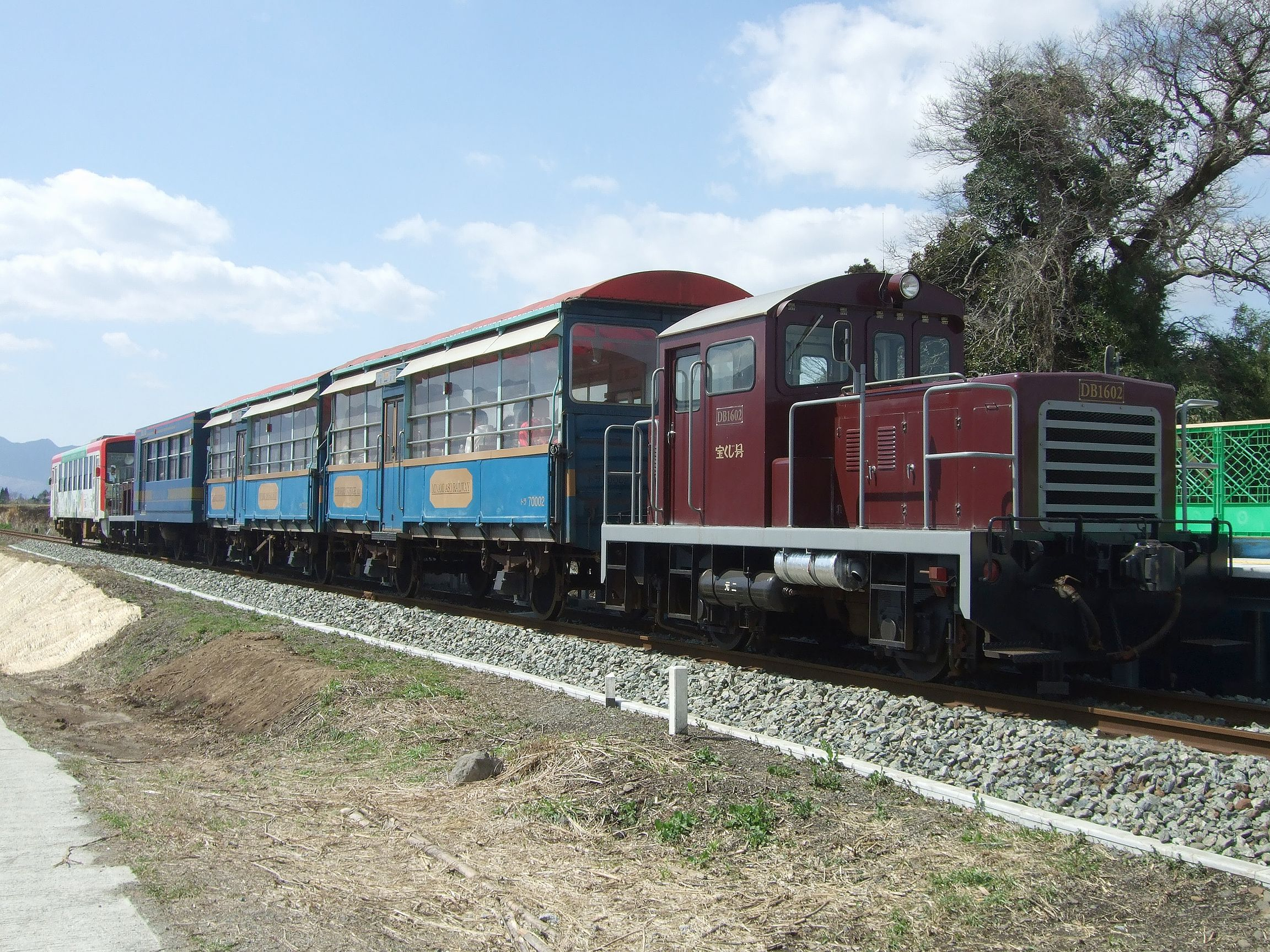
トロッコ列車「ゆうすげ号」。普通列車と併結されており後部にMT-2000形が連結されている。

### サニー号トレイン
熊本復興プロジェクト、南阿蘇鉄道全線復旧記念列車として2023年（令和5年）7月22日から運行を開始した。当初は概ね1年間の運行としていたが、2025年現在でも運行中である。
土日祝日と多客期を中心に1往復から2往復運行され、2往復が運転される日は、1往復が全車指定席となる。

### 2016年熊本地震後から全線復旧までの運行状況
中松駅 - 高森駅間で、日中のみの運行となっていた。
2016年（平成28年）7月31日の運行再開当初から同年8月31日までは全日、普通列車1往復・トロッコ列車3往復の運行であった。同年9月1日からのダイヤでは、平日は普通列車3往復が運行された。土日祝日は4往復の運行で、始発1往復が普通列車、そのあとの3往復がトロッコ列車「ゆうすげ号」で運行された。同年12月1日からのダイヤでは、全日普通列車1日3往復となっていた。
2017年（平成29年）4月16日改正ダイヤでは、平日は普通列車3往復、土日祝日は普通列車2往復・トロッコ列車2往復の運行だった。
2017年（平成29年）4月15日からは、復興支援として漫画家117人が参加し、「ドラえもん」・「名探偵コナン」等のキャラクターを描き寄せた「がんばれクマモト！マンガよせがきトレイン」を運行開始した。

### 国鉄高森線時代
初期は蒸気機関車牽引の貨物列車や客車列車が運行され、一部は貨客混合列車であった。その後順次気動車での運行に変わっていった。1982年（昭和57年）時点では普通列車6往復の運行があり、そのうち3.5往復は豊肥本線に直通し熊本駅まで乗り入れていた。

## 使用車両

### 現在の車両
- MT-4000形：全線で運用。
- MT-3010形：「サニー号トレイン」として全線で運用。
- DB16形：トロッコ列車「ゆうすげ号」を牽引するディーゼル機関車で、2007年（平成19年）3月から全線で運用されている。
- トラ700形・TORA200形：トロッコ列車「ゆうすげ号」の客車として全線で運用。

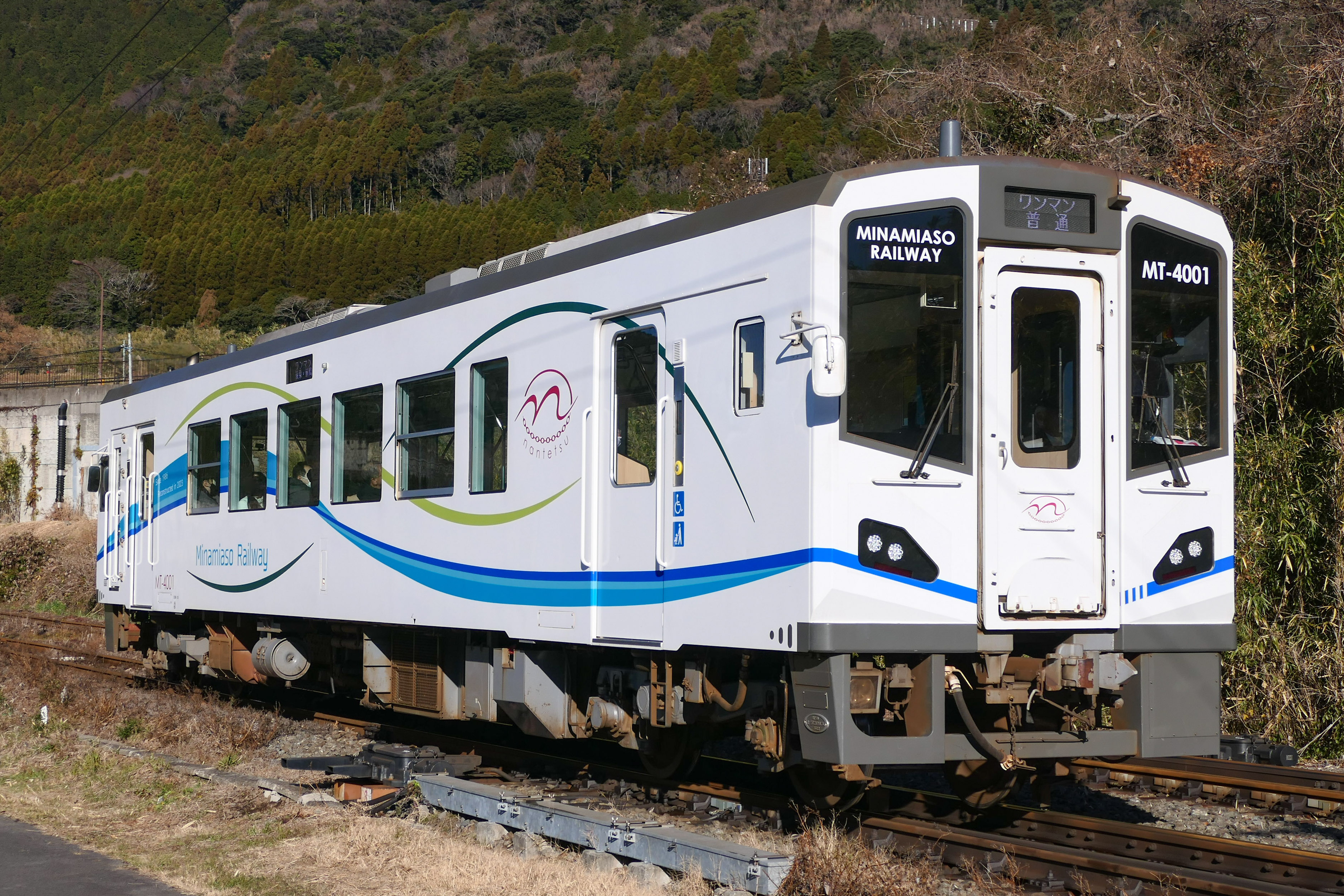
MT-4000形
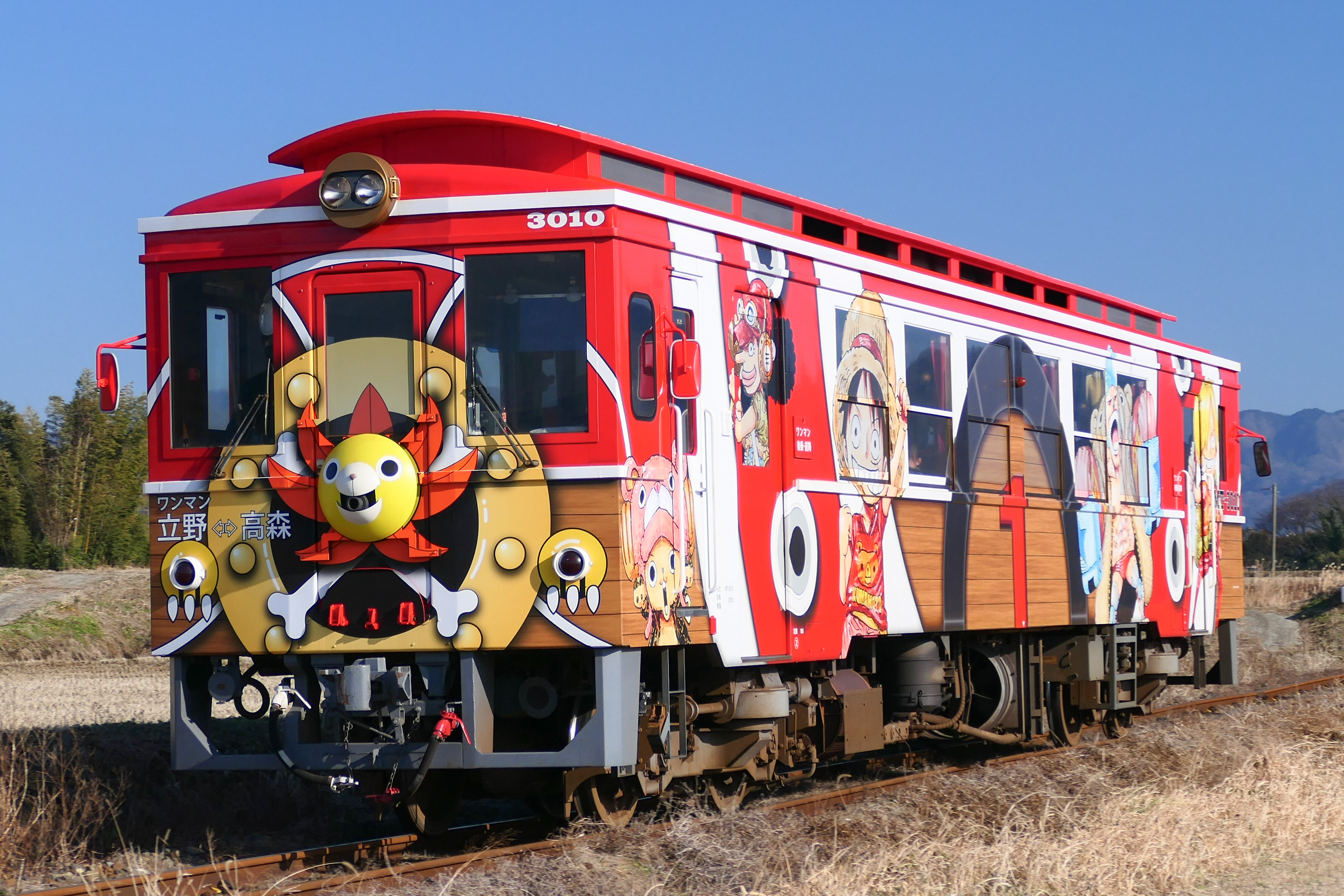
MT-3010形
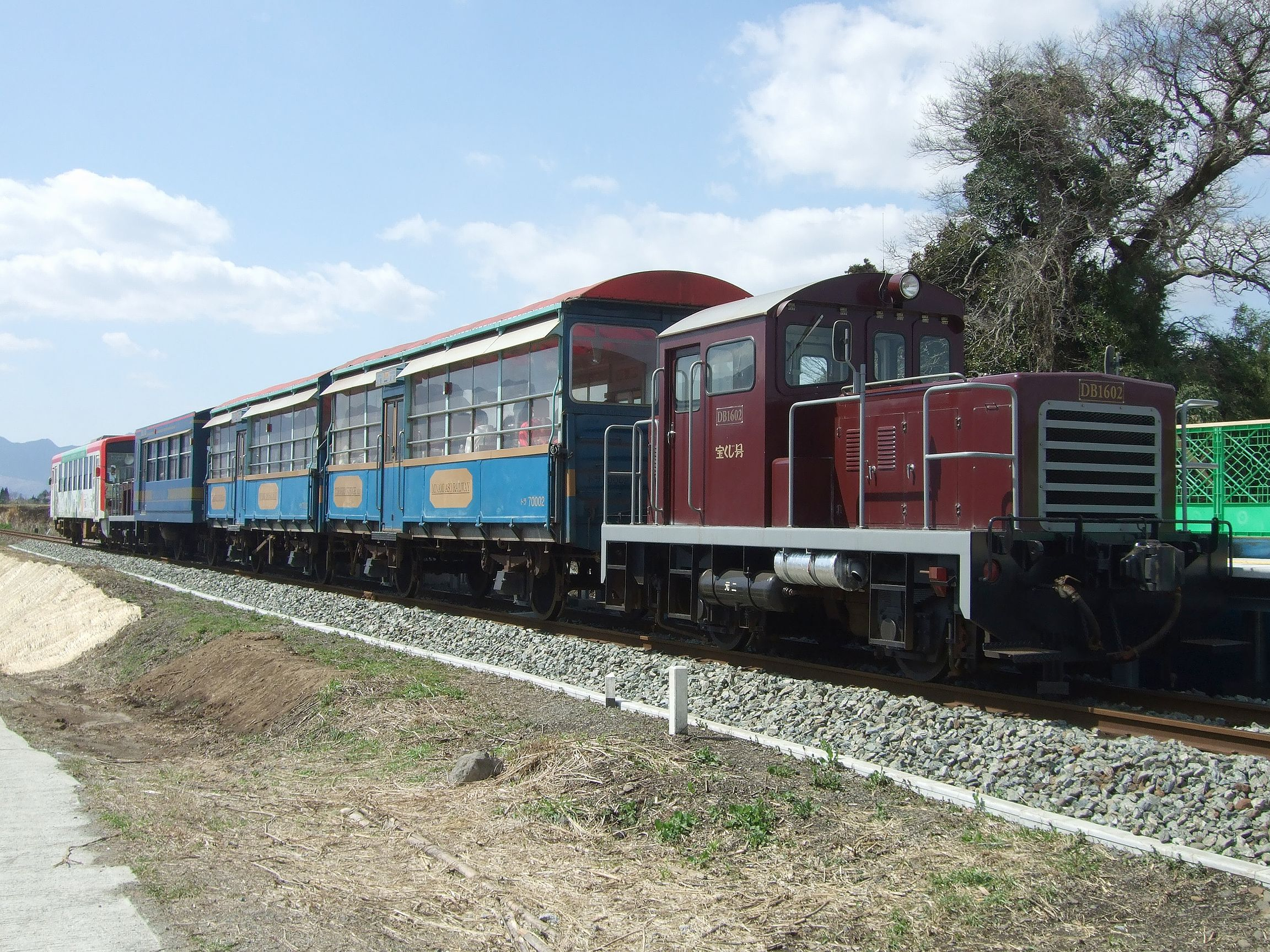
DB16形・トラ700形・TORA200形

### 過去の車両

#### 国鉄時代
蒸気機関車
- C12形：貨物列車、客車列車などを牽引。高森駅前に241号機が保存されていた。

気動車
- キハ20系
- キハ40系
- キハ55系
- キハ58系

ディーゼル機関車
- DD16形
- DE10形：第三セクター転換を前に国鉄高森線としてのさよなら列車を牽引した。

#### 南阿蘇鉄道
- DB10形：1986年（昭和61年）から2006年（平成18年）11月20日までトロッコ列車「ゆうすげ号」の牽引で運用されていたディーゼル機関車。DB16形に置き換えられた。
- MT-2000形：1986年（昭和61年）4月1日から運用され、2024年（令和6年）2月12日に運用離脱。
- MT-2100形：1987年（昭和62年）から運用され、1993年（平成5年）12月に廃車となった。
- MT-3000形：2024年（令和6年）まで、豊肥本線直通列車以外で運用されていた。

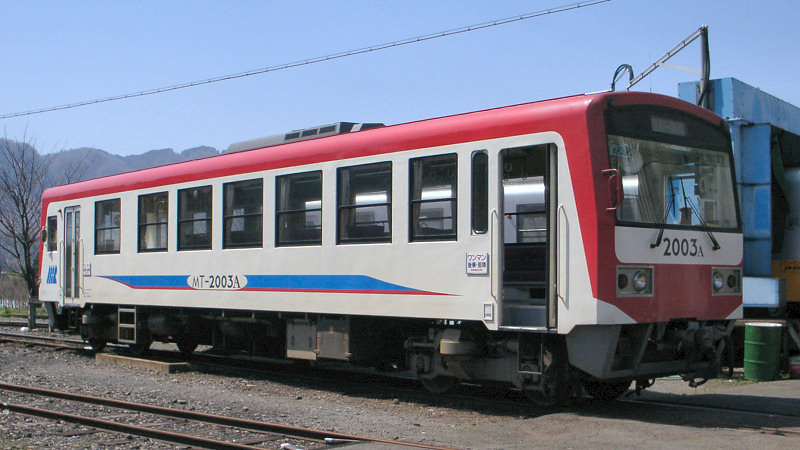
MT-2000形
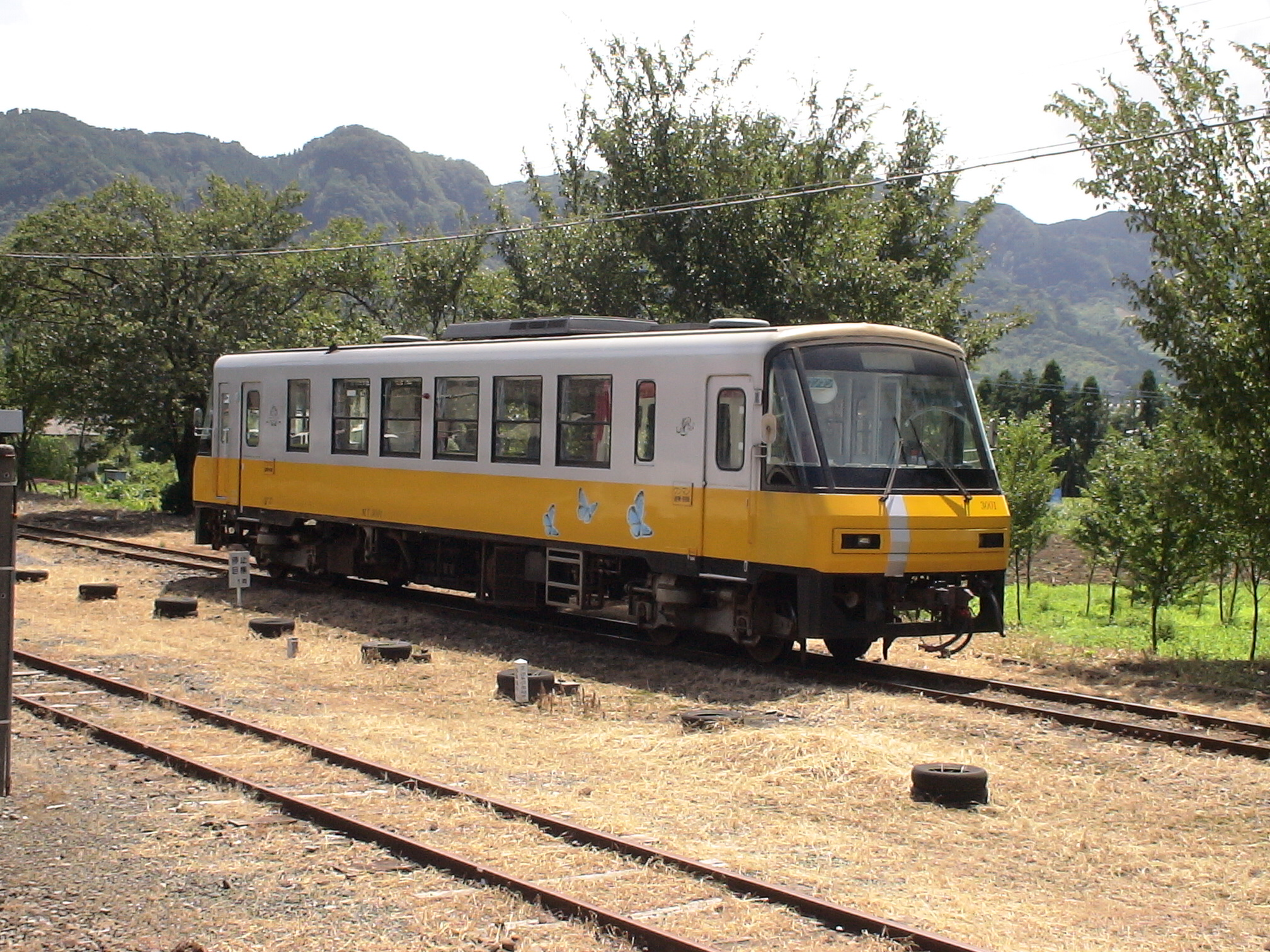
MT-3000形

## 駅一覧
- 全駅熊本県阿蘇郡に所在。
- *印は転換時（後）に設置された新駅。

| 駅名                            | 営業キロ | 営業キロ | 接続路線                | 所在地   |
| 駅名                            | 駅間     | 累計     | 接続路線                | 所在地   |
| ------------------------------- | -------- | -------- | ----------------------- | -------- |
| 立野駅                          | -        | 0.0      | 九州旅客鉄道：■豊肥本線 | 南阿蘇村 |
| 長陽駅                          | 4.7      | 4.7      |                         | 南阿蘇村 |
| 加勢駅*                         | 1.0      | 5.7      |                         | 南阿蘇村 |
| 阿蘇下田城駅                    | 1.5      | 7.2      |                         | 南阿蘇村 |
| 南阿蘇水の生まれる里白水高原駅* | 1.9      | 9.1      |                         | 南阿蘇村 |
| 中松駅                          | 1.4      | 10.5     |                         | 南阿蘇村 |
| 阿蘇白川駅                      | 3.0      | 13.5     |                         | 南阿蘇村 |
| 南阿蘇白川水源駅*               | 0.8      | 14.3     |                         | 南阿蘇村 |
| 見晴台駅*                       | 1.8      | 16.1     |                         | 南阿蘇村 |
| 高森駅                          | 1.6      | 17.7     |                         | 高森町   |

- 中松駅 - 阿蘇白川駅間には「小池水源駅」（北緯32度49分21.5秒 東経131度4分9.8秒 / 北緯32.822639度 東経131.069389度）が設置される計画があり、2009年（平成21年）3月開業予定とされていたが[44]、2025年（令和7年）時点で開業の目処は経っていない（未成駅）。予定地には駅舎とみられる建物が建てられており、ホーム以外の構造物は完成しているが、建物の下にある公衆トイレ以外は使用されていない。